# Cherish
För Madonnas låt, se Cherish (sång)
Cherish är en hiphop/R&B-grupp från USA. Gruppen består av systrarna Farrah King och Neosha King samt tvillingarna Felisha King och Fallon King.
Cherishs första singel var "Miss Pimp" producerad av Jermaine Dupri och skriven av Kandi, med medverkan av Da Brat. Gruppen medverkade även på Da Brats singel In Luv Wit Chu 2003. De spelade samma år in tre låtar för  The Powerpuff Girls: Power Pop: Chemical X, Power of a Female och Me and My Girls. De spelade även in ett album som inte släpptes. Tre år senare gick de in på topplistorna med sommarlåten Do It to It där Sean Paul från YoungBloodZ medverkade.

## Album
- Unappreciated
  - Släppt: 15 augusti 2006
  - Skivbolag: Capitol Records/Sho'nuff Records
  - Sålda exemplar i USA: 500 537
  - RIAA-certifiering: Guld
  - Singlar: Do It To It och Unappreciated

- The Truth
  - Släpps:13 maj 2008
  - Skivbolag: Capitol Records/Sho'nuff Records
  - Sålda exemplar i USA: -
  - RIAA-certifiering: -
  - Singlar: Killa